# 프린스턴 데이 스쿨

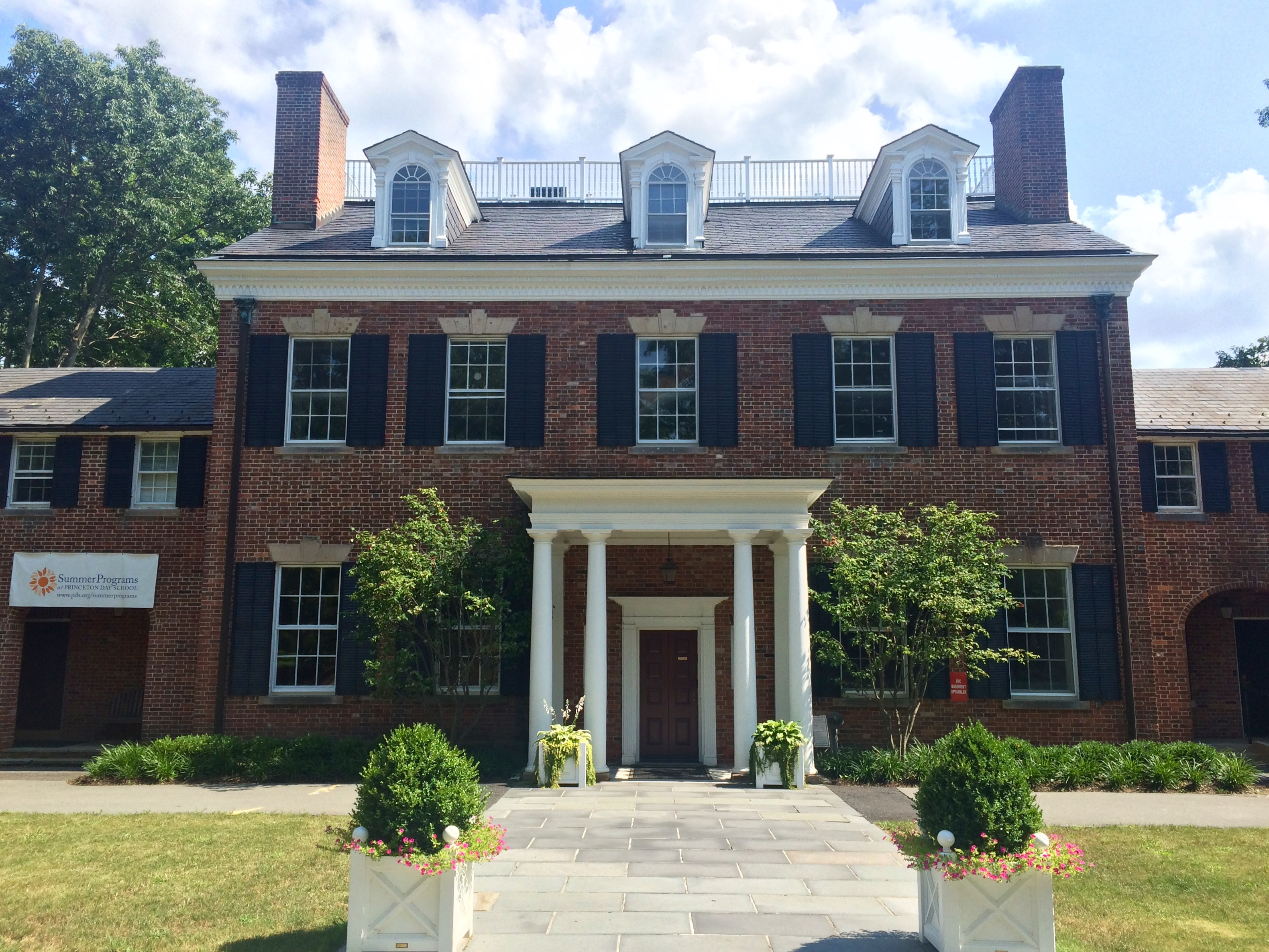

프린스턴 데이 스쿨(Princeton Day School)은 미국 뉴 저지 주 프린스턴에 있는 사립 12년제 초중고등학교이다.

## 개교
이 학교는 1899년에 첫 개교되었다.

## 트리비아
대한민국의 여성 프리랜서 아나운서 신아영이 1999년 이 학교를 수료한 바 있고, 캐나다의 래퍼 데이지 유(유정안)가 2011년 이 학교를 수료한 바 있다.